# Une nuit d'amour (film, 1934)
Pour le film égyptien, voir Une nuit d'amour (film, 1952).
Pour plus de détails, voir Fiche technique et Distribution.
Une nuit d'amour (One Night of Love) est un film américain réalisé par Victor Schertzinger, sorti en 1934.

## Résumé
La chanteuse d'opéra Mary Barrett part étudier la musique à Milan en Italie, au grand dam de sa famille de New York. Mary trouve un emploi au Café Roma, où Giulio Monteverdi, un célèbre coach vocal, l'entend chanter. Il lui promet de la faire devenir une star si elle lui permet de contrôler sa vie tout en lui précisant qu'il ne pourra y avoir de romance entre eux, car cela la détournerait du processus de développement de son talent. Mary découvre qu'elle a le trac alors qu'elle se prépare à une tournée des opéras de province, mais Giulio l'aide à le surmonter.
Des années plus tard, toujours sous la tutelle de Giulio, Mary commence à se lasser de sa domination et de sa discipline. À Vienne, ils rencontrent une ancienne élève de Giulio, Lally, qui avait naguère tenter de séduire Giulio mais sans succès. Cette histoire passée rend Mary jalouse et elle prétend avoir une laryngite pour contrarier son professeur. Apprenant que ce dernier est allé voir Lally, elle décide de rendre une visite à Bill Houston, un ami de longue date qui l'a demandé en mariage. Dans un élan de jalousie, Mary décide de ne pas chanter ce soir-là afin de punir Giulio. Il se rend compte de ce qui se passe et dit à Mary que Lally la remplacera sur scène mais il la demande ensuite en mariage.
Celle-ci décide de continuer, et la prestation de Mary dans Carmen de Bizet lui vaut une invitation au Metropolitan Opera, le lieu de ses rêves. Giulio, cependant, ne croit toujours pas qu'elle soit prête pour un tel lieu. Plus tard, lors du dîner, Lally ment à Mary en lui disant qu'elle est toujours en couple avec Giulio. Le soir de ses débuts dans Madame Butterfly, Mary est trop nerveuse pour monter sur scène jusqu'à ce qu'elle voie Giulio à sa place habituelle dans la loge du souffleur.

## Fiche technique
- Titre : Une nuit d'amour
- Titre original : One Night of Love
- Réalisation : Victor Schertzinger
- Scénario : S. K. Lauren, Edmund H. North et James Gow d'après une histoire de Dorothy Speare et Charles Beahan
- Société de production : Columbia Pictures
- Musique : Victor Schertzinger
- Photographie : Joseph Walker
- Costumes : Robert Kalloch (non crédité)
- Montage : Gene Milford
- Pays d'origine : États-Unis
- Format : Noir et blanc - 1,37:1 - Mono
- Genre : Musical, romance
- Durée : 84 minutes
- Date de sortie : 1934

## Distribution
- Grace Moore : Mary Barrett
- Tullio Carminati : Giulio Monteverdi
- Lyle Talbot : Bill Houston
- Mona Barrie : Lally
- Jessie Ralph : Angelina
- Luis Alberni : Giovanni

Acteurs non crédités :
- Henry Armetta : Le propriétaire du café
- Frederick Burton : L'impresario Howard
- André Cheron : Un serveur

## Récompenses
Le film a obtenu le premier Oscar de la meilleure musique de film en 1936.